# ازد (مجارستان)
شهر اُزد (به مجاری: Ózd) در بورشود-آبااوی-زمپلن در کشور مجارستان واقع شده‌است. جمعیت این شهر ۳۷٫۰۴۰ نفر است.